# Andrzej Struś
Andrzej (Jędrzej) Struś herbu Korczak (zm. przed 26 marca 1724 roku) – kasztelan biecki w 1715 roku, starosta będziński.
W 1717 roku został wyznaczony senatorem rezydentem.